# Ellisville (Mississippi)

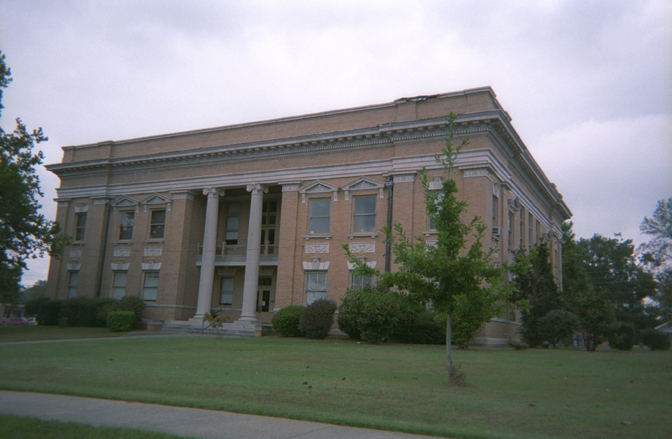
Gerechtsgebouw

Ellisville is een plaats (city) in de Amerikaanse staat Mississippi, en valt bestuurlijk gezien onder Jones County.

## Geschiedenis
Ellisville is genoemd naar Powhatan Ellis, die onder meer rechter was en in 1825-26 in de Amerikaanse Senaat zat. Tijdens de Amerikaanse Burgeroorlog was Jones County een centrum van pro-Unie verzet.

## Demografie
Bij de volkstelling in 2000 werd het aantal inwoners vastgesteld op 3465.
In 2006 is het aantal inwoners door het United States Census Bureau geschat op 3794, een stijging van 329 (9.5%).

## Geografie
Volgens het United States Census Bureau beslaat de plaats een oppervlakte van
14,5 km², waarvan 14,3 km² land en 0,2 km² water. Ellisville ligt op ongeveer 103 m boven zeeniveau.

## Plaatsen in de nabije omgeving
De onderstaande figuur toont nabijgelegen plaatsen in een straal van 32 km rond Ellisville.